# Campionati mondiali di pattinaggio di velocità su distanza singola 2024 - Mass start maschile
L'evento della gara mass start maschile dei Campionati mondiali di pattinaggio di velocità su distanza singola 2024 si è svolto il 17 febbraio 2024 alla Olympic Oval di Calgary, in Canada.

## Risultati
| Pos | Atleta                   | NOC           | Punti | Tempo   |
| --- | ------------------------ | ------------- | ----- | ------- |
| 1   | Bart Swings              | Belgio        | 63    | 8:40.67 |
| 2   | Antoine Gélinas-Beaulieu | Canada        | 40    | 8:40.70 |
| 3   | Livio Wenger             | Svizzera      | 20    | 8:40.77 |
| 4   | Andrea Giovannini        | Italia        | 11    | 8:41.16 |
| 5   | Bart Hoolwerf            | Paesi Bassi   | 6     | 8:42.30 |
| 6   | Peter Michael            | Nuova Zelanda | 5     | 8:46.92 |
| 7   | Daniele Di Stefano       | Italia        | 4     | 8:42.43 |
| 8   | Gabriel Odor             | Austria       | 3     | 8:24.29 |
| 9   | Mathieu Belloir          | Francia       | 3     | 8:30.60 |
| 10  | Felix Maly               | Germania      | 2     | 8:47.45 |
| 11  | Chung Jae-won            | Corea del Sud |       | 8:43.09 |
| 12  | Ethan Cepuran            | Stati Uniti   |       | 8:43.38 |
| 13  | Timothy Loubineaud       | Francia       |       | 8:43.40 |
| 14  | Conor McDermott-Mostowy  | Stati Uniti   |       | 8:55.66 |
| 15  | Jake Weidemann           | Canada        |       | 8:53.06 |
| 16  | Shomu Sasaki             | Giappone      |       | 7:52.89 |